# Phùng Đức Luân
Phùng Tấn Tài, thường được biết đến với nghệ danh Phùng Đức Luân (tiếng Trung: 馮德倫, tiếng Anh: Stephen Fung Tak-lun, sinh ngày 9 tháng 8 năm 1974), là một nam diễn viên, ca sĩ kiêm nhà làm phim người Hồng Kông. Anh bắt đầu sự nghiệp của mình vào năm 1997 với tư cách là thành viên của nhóm nhạc Dry cùng với thành viên Lôi Tụng Đức, chỉ hoạt động trong vòng một năm trước khi cả hai có sự nghiệp riêng. Từ đầu thập niên 2000, anh đã dần chuyển sang hoạt động nghệ thuật trong lĩnh vực điện ảnh. Thời gian này anh đã kết thân với người cộng sự là nam diễn viên Ngô Ngạn Tổ.
Năm 2012, cả Đức Luân và Ngạn Tổ thành lập hãng phim riêng mang tên Diversion Films, cả hai đã hợp tác sản xuất và cho ra mắt các bộ phim ăn khách trên các thị trường toàn cầu, trong số đó phải kể đến là bộ phim Thái Cực quyền, tác phẩm đã làm nên tên tuổi của anh được vang rộng khi được công chiếu tại Liên hoan phim Venice lần thứ 69 và Liên hoan phim Toronto lần thứ 37.

## Đời tư
Anh đã kết hôn với nữ diễn viên Thư Kỳ vào năm 2016.